# Iosif (Bosch)
Iosif (em grego:  Ἰωσήφ, em castelhano:  José; nascido: Leandro Bosch, 7 de setembro de 1976, Córdoba, Argentina) é bispo do Patriarcado de Constantinopla, Arcebispo Metropolitano de Buenos Aires e Exarca da América do Sul desde 2019.

## Biografia
Nasceu em 7 de setembro de 1976 em Córdoba, onde concluiu o ensino médio no Colégio Ortodoxo de São Jorge, graduando-se em 1994.
Em 1995, por recomendação do bispo Cirilo de Arkas, ingressou no Instituto Teológico de São João de Damasco, no Líbano, e em 1997 recebeu uma bolsa do Patriarcado de Constantinopla e ingressou na Faculdade de Teologia da Universidade de Tessalônica, de onde se formou em 2002.
Em 1997, foi ordenado diácono pelo metropolita Genádio Limuris, de Sasim, na Catedral Patriarcal de São Jorge, em Istambul, sendo nomeado "José", e em 2000, foi ordenado hieromonge em Córdoba, pelo metropolita Genádio Chrisoulakis, de Buenos Aires.
Em 2000 mudou-se para Friburgo, Alemanha, onde serviu como sacerdote da Igreja de São João Evangelista na metrópole alemã.
De 2002 a 2003 estudou em Roma, na Pontifícia Universidade São Tomás de Aquino, onde em 2004 defendeu sua tese de mestrado sobre “A satisfação da penitência segundo Tomás de Aquino” (Ἡ ἰκανοποίησις τῆς μετάνοιας κατὰ τὸν Θ ωμᾶν Ἀκινάτον) e continuou seus estudos de pós-graduação, defendendo sua dissertação "São João de Damasco como fonte da primeira parte da Suma Teológica de Tomás de Aquino" ογικῆς Σούμμας τοῦ Θωμᾶ Ἀκινάτου). Em 2006, recebeu um diploma com honras e um mestrado da Universidade de Salônica pela sua dissertação “A Metodologia Teológica de São Pedro”. Gregório Palamas" (Γρηγορίου Παλαμᾶ).
Em 2006 retornou à Argentina, onde em março de 2007 foi elevado à dignidade de arquimandrita e nomeado reitor da Catedral de São Jorge em Santiago e decano de paróquias no Chile. Fala espanhol, italiano, inglês, árabe, grego e francês.
Em 2008, foi nomeado reitor da Igreja de São João Batista de Córdoba e decano do centro e norte da Argentina. Em 2010 foi transferido para a Catedral da Santa Assunção de Buenos Aires e nomeado protosyncello.
Em 2011 apresentou Tese de Doutorado na Universidade Católica de Santo Tomás de Aquino-Angelicum, sob o título: “Traço de Damasceno ao Mestre Angélico. Uma abordagem interpretativa para o uso da teologia de S. João de Damasco na Suma Teológica de Tomás de Aquino" e foi premiado com um distinto Doutor em Teologia Católica. Em 2012, foi declarado excelente Doutor do Departamento de Teologia Pastoral e Social da Escola Teológica da Universidade Aristóteles de Salônica, após a apresentação da sua Tese intitulada: "Os textos Areopagitas na primeira parte da Suma Teológica de Tomás Tomás de Aquino".
Em 31 de maio de 2012, no Sínodo do Patriarcado de Constantinopla, foi eleito por unanimidade bispo de Patara, vigário da Metrópole de Buenos Aires.
Aos 19 de agosto de 2012 na Catedral da Assunção de Buenos Aires foi consagrado bispo de Patara, vigário da metrópole de Buenos Aires, pelos metropolitas Tarásio Antonopoulos, de Buenos Aires, Amfilóquio Radoviche, de Montenegro-Litaria (Patriarcado Sérvio), Silouan Musa, de Buenos Aires (Patriarcado de Antioquia), Elpidóforo Lambriniadis, da Prússia, os bispos Atenágoras Pekstadt e Cirilo Katerelos.
Em 29 de novembro de 2019 foi eleito metropolita de Buenos Aires.